# Калимерис надрезанный
Калимерис надрезанный (лат. Kalimeris incisa),  обиходное название калимерис или японская астра, — цветущее травянистое многолетнее растение семейства астровых (Asteraceae). Kalimeris incisa может достигать высоты около 30–46 см. Это травянистое многолетнее растение с тёмно-зелёными листьями и эффектными корзинками с жёлтым центром и светло-голубой обёрткой. 

## Описание[1]
Травянистое многолетнее растение 30–120 см высотой, корневищное. Стебли прямостоячие, в верхней части ветвистые, бороздчатые, голые или редко бороздчатые.
Листья тонкие; нижние стеблевые листья увядают от цветения; средние листья сидячие, эллиптически-ланцетные или ланцетные, 6-10(-15) × 1,2-2,5(-4,5) см, абаксиально-полосчатые до голых, адаксиально голые или голые, основание постепенно отмирающее, край надрезанно-пильчатый, иногда перисто-лопастный, редко цельные, шероховатые, жилки выступающие, на вершине заостренные; верхние листья редуцированные, линейно-ланцетные, цельнокрайние. 
Антодииев 10–55 в раскрытых щитковидных соцветиях, 2,5-3,5 см в диаметром. Обёртки полушаровидные, 5-7,5 × 7-12 мм; листочки 3-рядные, черепитчатые, продолговато-ланцетные, абаксиально редкостригиллозные, края реснитчатые; наружные листочки 3-4 мм, острые; внутренние листочки 4-5 мм, края пленчатые, багрянистые, вершина тупая.
Краевые цветки (13-)16-27(-29), от бледно-лиловых до голубовато-фиолетовых, трубка 1–1,5 мм, листовая пластинка 1,5-1,8 × 0,2-0,25 см. 
Трубчатые цветки в центральной части соцветия жёлтые, 3-4 мм в диаметре, трубка 1–1,3 мм, ножки колокольчатые, опушенные, лопасти треугольные, ок. 0,6 мм, голые.
Семянки коричневатые, обратнояйцевидные, сжатые, 3–3,5 мм длиной, полосчатые, по краю светло-2-ребристые, иногда 3-ребристые. Хохолок красноватый, 0,5–1,2 мм. эт. и фр.
Цветение с июня по октябрь. 
Число хромосом 2n = 18.

## Распределение
Произрастает в Восточной Азии, Сибири, Китае, Корее и Японии.

## Естественная среда
Предпочитает луга и низменности.

## Использование
Применяется как декоративное садовое растение. Применяется в цветниках в природном стиле, для заднего плана миксбордера, хорошо смотрится в букетах, цветочных композициях.